# 慢性阻塞性肺病
慢性阻塞性肺病（英語：Chronic obstructive pulmonary disease，缩写为），常简称为肺阻塞或慢阻肺，是一种以持续性的气流受限为特征的阻塞性肺疾病。其主要症状呼吸短促、咳嗽和咳痰，常被誤認為感冒或氣喘，因此超過八成確診時已經是中重度。COPD是一種進行性疾病，病情會隨時間逐漸惡化，最後連走路、著衣等日常活動都難以進行。疾病具不可逆性，研究顯示肺阻塞病人急性發作住院的死亡率為4%，年齡越大及共病症越多的病人，住院死亡率也越高，而病人出院後一年的死亡率高達22%。過去學界會將COPD分為慢性支氣管炎（Chronic bronchitis）和肺氣腫（emphysema）兩型。慢性支氣管炎一詞現今則用於描述病人每年咳嗽、咳痰三个月以上并连续两年者；而肺气肿是指肺部终末细支气管远端气腔出现异常持久的扩张，并伴有肺泡和细支气管的破坏，而无明显的肺纤维化。
吸烟是导致慢性阻塞性肺病的最主要的原因。其他相对次要的因素包括空气污染和遗传等。在发展中国家，导致空气污染最常见的原因是烹煮及供暖炉火的通風不良。长期暴露在这样的環境下，会使肺部产生炎症反应，并导致小气道变窄及肺组织的破坏。这一诊断是以肺功能测试所给出的气流受限为基础。COPD與哮喘不同的是，前者在使用支气管扩张药之後，改善效果不若後者。
减少風險因子的暴露可有效预防大多數慢性阻塞性肺病。这包括尽可能地减少吸烟频率和改善室内外的空气质量。尽管治疗可以减缓病情恶化，但尚无治愈方法。慢性阻塞性肺病的治疗方式包括戒烟、接种疫苗、肺康复治疗，以及常用的各种吸入性支气管扩张药和皮質類固醇。有些患者还需要长期吸氧或肺移植。在遇到急性发作的患者时，可采取增加短效支氣管擴張药之劑量、用藥頻率以及住院治疗的方式。
2020年全球COPD的患者約有5.5億人（約7.4%)，其中大洋洲的罹患COPD的患者占比最高（約10.9%），非洲最低（約5.4%）。主要影響40歲以上的人口，男女罹病風險相當。1990年，COPD共約造成240萬人死亡；直到2019年，全球死亡人數上升至323萬人。約80%的死亡人數分布於中低收入國家，可能肇因於較高的吸菸率。另也可能因中低收入國家COPD治療指引覆蓋率（69.8%）較低（高收入國家覆蓋率為98.1%），民眾及醫療人員較難企及相關資料所致。
2010年，慢性阻塞性肺病导致了21亿美元的经济损失。2016年已占全球死因第三位，是最嚴重的慢性疾病之一，根據衛生福利部死因統計顯示，台灣COPD目前為十大死因排名第7位，每年約5千人因肺阻塞死亡，2017年更高達6,260人死於肺阻塞。

## 徵候及症状
慢性阻塞性肺病最常见的症状是多痰、呼吸短促和持续地咳嗽，这三种症状还会持续很长一段时间，并会随着时间流逝病情加重。而通常咳嗽、多痰、喘的症狀若持續超過三週以上，建議至胸腔內科進行更進一步的檢查。目前还不清楚是否存在不同类型的慢性阻塞性肺病。根据以往的记录，慢性阻塞性肺病分为肺气肿和慢性支气管炎两种，然而，肺气肿更多的是对肺部功能变化的阐述而不是一种疾病；慢性支气管炎仅仅只是一个症状的参照体，它可能诱发于慢性阻塞性肺病。

### 咳嗽
慢性阻塞性肺病通常的第一个症状就是持续性的咳嗽。当这种症状持续两年，并且每年持续咳嗽的频率超过3个月，并伴有多痰，又找不到其它解释，那么这就是理论上的慢性支气管炎。在慢性阻塞性肺病完全暴露出来以前，上述的症状极有可能发生。咳嗽的带痰量在一天之中也会有所变化。有些患者甚至不咳嗽，或只是偶尔咳嗽，并且咳嗽的频率也不高。有些慢性阻塞性肺病的患者的咳嗽还会被误认为「吸烟者的咳嗽」。由于社会和不同文化的影响，患者会吞痰或吐痰。剧烈的咳嗽还有可能导致肋骨骨折或暂时失去知觉。通常慢性阻塞性肺病的咳嗽都有一个长期患普通感冒的病史。 

### 呼吸短促
呼吸短促是最困扰慢性阻塞性肺病患者的症状。患者通常这样描述它：“我的呼吸太费劲了”、“我喘不过气了”又或者“我不能呼吸到足够的氧气”。不同的文化有不同的说法。呼吸短促加剧的情况主要发生在需要长时间用力时，并随时间病情加重。在慢性阻塞性肺病的后期，呼吸短促在休息时也会出现。出现这种情况的慢性阻塞性肺病的患者，通常都有焦虑的性格和低质量的生活水准。许多慢性阻塞性肺病的后期患者都通过噘唇呼吸，然而这会加剧某些患者的呼吸急促症状。

### 其它病征
对慢性阻塞性肺病患者而言，有可能呼气需要的时间比吸气要长。在这种情况下会产生胸闷。但这并不多见，而且其他病也可导致胸闷。那些有阻塞性气流问题的患者可能会伴有喘鳴或者在用聽診器检查患者胸部时，会听到患者吸气减少的声音。虽然桶状胸是慢性阻塞性肺病的一个征兆，但这种情况也并不常见。随着病情加重，某些患者呼吸不得不采用三脚架姿势
慢性阻塞性肺病的后期会导致肺部高压，这将引起心脏右心室。这即是肺心病，会导致腿肿和颈部血管突出。与其他肺部的疾病比，慢性阻塞性肺病是诱发肺心病的主因。自从大量使用氧气疗法后，肺心病发病率有显著减少。
由于其他诱因存在，慢性阻塞性肺病通常都不会单独发作。这些带危险性的诱因包括：缺血性心脏病、高血压、糖尿病、肌肉萎缩症、骨质疏松症、肺癌、焦虑症、哮喘、抑郁症。那些重度患者还会常常觉得累。手指甲杵状不是慢性阻塞性肺病特有的症状，相反，更应考虑是潜伏的肺癌的征兆。

### 病情发作
急性慢性阻塞性肺病从理论上定义为，已患有慢性阻塞性肺病的患者出现的加剧的呼吸短促、咳痰量剧增、痰的颜色改变（从无色变至绿色或黄色）或是加剧的咳嗽等等附加症状。急性慢性阻塞性肺病也可同时与加强的呼吸征兆同时出现。比如呼吸急促、心跳加剧、流汗、呼吸肌肉明显运动，發紺以及神经错乱或者在病情严重时的一系列的呼吸挣扎行为。在用听诊器检查患者时，还有可能听到肺部的撕裂声。

### 診斷
肺阻塞的典型症狀為咳嗽、咳痰及慢性且漸進性的呼吸困難。慢性咳嗽及咳痰可能比呼氣氣流受阻更早出現，出現這些症狀的人，尤其是高風險群，建議至胸腔內科接受肺量計檢查(spirometry) ，並接受適當治療。

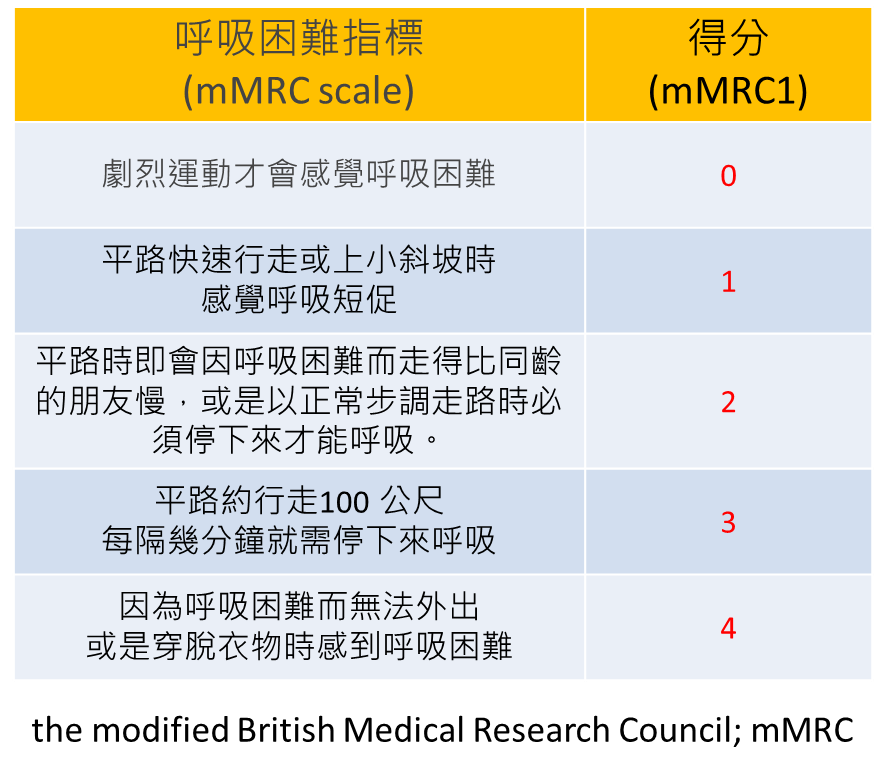
呼吸困難指標（mMRC scale）

診斷須確認是否有呼吸困難、慢性咳嗽、咳痰、危險因子、接觸史，並以肺量計作為確診工具，不可單靠肺功能、胸部X光、胸部電腦斷層的發現作診斷。
Global Initiative for Chronic Obstructive Lung Disease (GOLD) 指南在整合性評估上做了修正，因為肺功能過往放入ABCD評估時會有一些限制，所以將肺功能獨立出來評估，然後再評估病患的症狀嚴重度及發作次數後一樣為 ABCD 四種族群。如圖所示：

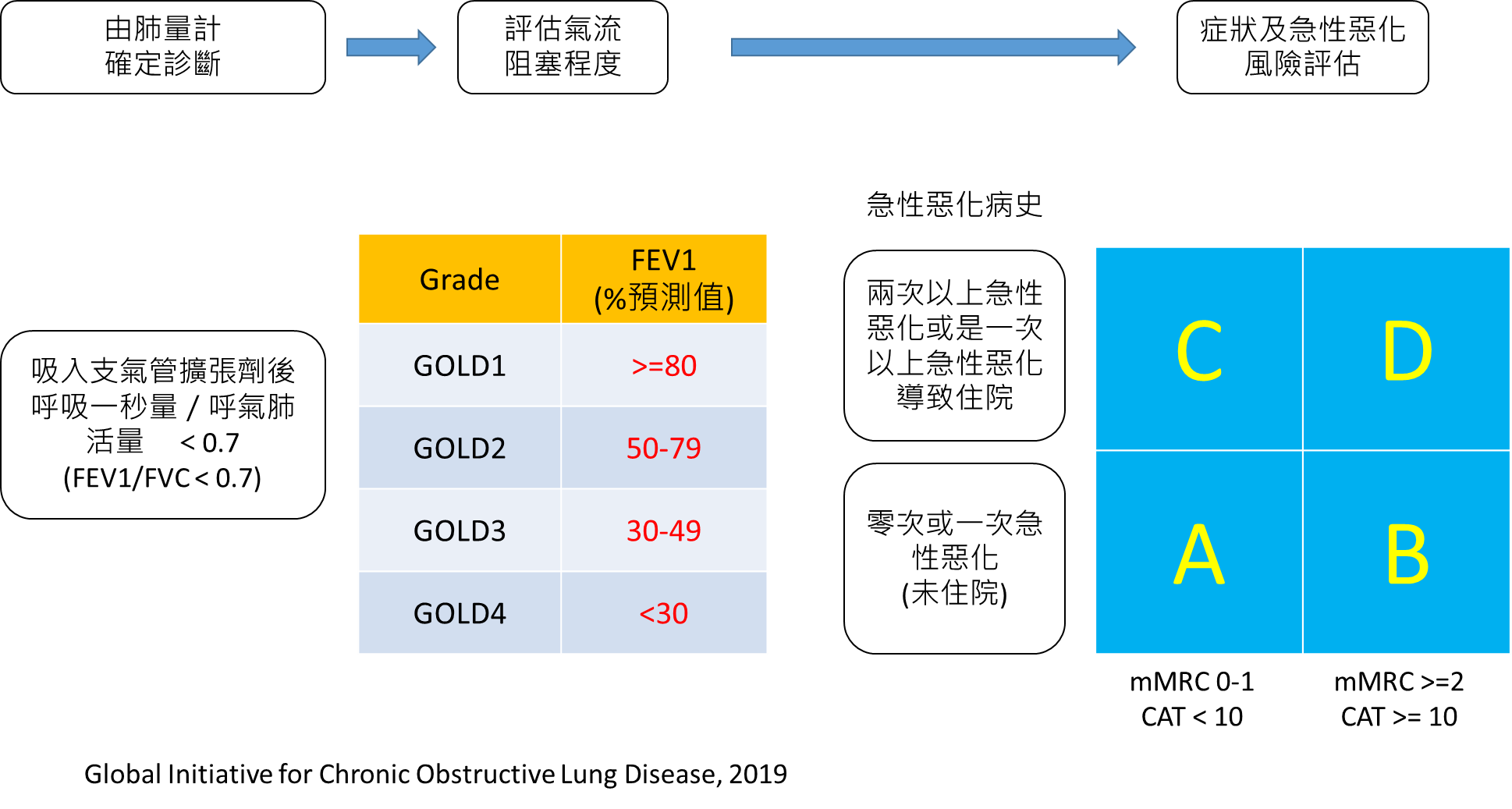
修正後之整合性評估

## 发病原因
引发慢性阻塞性肺病的主要原因是吸烟，在某些国家，这一主要原因表现为长期暴露于室内炉火的污染源。由后者诱发的慢性阻塞性肺病还会潜伏很多年。基因也会增加患慢性阻塞性肺病的几率。

### 吸烟
从全球的范围来看，导致慢性阻塞性肺病的首要罪魁是抽烟。约占吸烟总人数百分之20的烟民有很大機率患慢性阻塞性肺病，而其中那些终身烟民，有一半的人都将患慢性阻塞性肺病。在美国和英国，百分之80至95的慢性阻塞性肺病患者都是烟民。他们或正在吸烟，或曾吸烟。而长期暴露于烟环境则会增加患慢性阻塞性肺病的可能性。需要说明的是，面对吸烟的危害性，妇女比男性更脆弱。在非吸烟者患慢性阻塞性肺病患者中，被动吸烟诱发的慢性阻塞性肺病就占了20%。其他类型的抽烟，像大麻，雪茄及水管烟，也是诱因之一。孕妇抽烟还有可能增加婴儿患慢性阻塞性肺病的风险。

## 治療
慢性阻塞性肺病目前仍然無法根治，現時只能透過改善生活環境和藥物來舒緩患者的病情。
慢性阻塞性肺病的患者不能吸入高濃度的氧氣，氧氣治療標準慣常以保持血含氧量範圍89—92%亦可。
穩定期肺阻塞病人之主要治療目標可分為改善症狀、降低風險。改善症狀中，主要為緩解症狀、改善運動耐受性、改善生活品質及健康狀態；降低風險中，主要為預防疾病進展、預防急性惡化、減少死亡率。
藥物治療除了要規律用藥外，正確吸到藥物更是治療重點，每次回診時可主動與醫師或衛教護理人員確認是否有正確用到藥物；非藥物治療以戒菸及遠離二手菸、拍痰幫助痰液排出、肺復原運動、疫苗注射等。
目前藥物治療以支氣管擴張劑為主，吸入裝置可分為：壓力定量吸入器、定量噴霧吸入器、乾粉型吸入器、軟薄霧噴霧吸入器。
依據2020年全球慢性阻塞性肺病倡議組織指引，肺阻塞病人依其症狀和風險可分為 A、B、C、D 四個不同族群，治療時應依據其族群類別給予不同的藥物作為起始治療，再依據病人對藥物的反應，包含症狀及急性惡化風險的改善與否，來決定持續治療或如何調整藥物。升降階的藥物治療策略是依據目前有關藥物效果及安全性的臨床證據所作的建議，這些建議可能會在將來有新的證據而再做修改。
吸入型支氣管擴張劑可分為乙二型交感神經刺激劑、抗膽鹼藥物，此兩類藥物均有長效劑型和短效劑型。
- 短效吸入型支氣管擴張劑包含了短效乙二型交感神經刺激劑（SABA）與短效吸入型抗膽鹼藥物（SAMA），兩者對於肺功能改善的程度類似，都可有效改善症狀、肺功能及運動耐受性。短效乙二型交感神經刺激劑（SABA）與短效吸入型抗膽鹼藥物（SAMA）可以單獨或合併作為急性發作用藥，但不建議長期規則使用。在一般情形使用下通常是安全的，但短效乙二型交感神經刺激劑（SABA）可能會增加心律不整的風險，短效吸入型抗膽鹼藥物（SAMA）也可能會增加心臟血管相關併發症的風險。
- 長效吸入型支氣管擴張劑是目前治療肺阻塞最重要的藥物，可以改善肺功能、症狀、生活品質，並能改善急性惡化的頻率。長效吸入型支氣管擴張劑包含了長效乙二型交感神經刺激劑（LABA）與長效吸入型抗膽鹼藥物（LAMA），可以單獨使用，或合併使用在疾病嚴重程度較高的病人[43]。

## 預防
- 戒菸及避免接觸二手菸可以預防絕大多數的COPD病例，廚房油煙、燃香燒金紙的煙霧也會減低肺功能。
- 在礦場等高粉塵場所，雇主必須改善環境以減少粉塵吸入，並定期檢查工作者的肺功能。
- 整體社會對空氣污染的控制意願越強，患病率越少。

## 一分鐘登階檢測
慢性阻塞性肺病常見症狀為多痰、咳嗽、呼吸急促、漸進性呼吸困難等，台灣胸腔暨重症加護醫學會發起慢性阻塞性肺病的自我檢測，並推出檢測方法——一分鐘登階檢測，民眾可以「一分鐘登階」自我檢測，了解自身肺功能狀況，並注意是否有慢性阻塞性肺病的症狀或風險。
- 30階以下（2樓）：肺阻塞高風險，建議儘早至胸腔內科檢查
- 30—50階（2—3樓）：肺阻塞中風險，請持續注意肺部健康
- 50—80階（3—5樓）：肺阻塞低風險，請繼續往超越80階邁進

若一分鐘可登50—80階屬肺阻塞低風險族群，若每分鐘僅能登30階以下則屬高風險，應儘速至胸腔內科檢查。

## 外部連結
- 中的“慢性阻塞性肺病”
- COPD-BOLD International Research Platform （页面存档备份，存于）
- About COPD （页面存档备份，存于）  Medical information about COPD for patients and their families.
- 台灣慢性阻塞性肺病學會 （页面存档备份，存于）
- 台灣胸腔暨重症加護醫學會 （页面存档备份，存于）